# NGC 7556
NGC 7556 est une vaste galaxie lenticulaire située dans la constellation des Poissons. Sa vitesse par rapport au fond diffus cosmologique est de 7 141 ± 37 km/s, ce qui correspond à une distance de Hubble de 105,3 ± 7,4 Mpc (∼343 millions d'al). NGC 7556 a été découverte par l'astronome germano-britannique William Herschel en 1784.
En raison d'une brillance de surface égale à 14,21 mag/am2, on peut qualifier NGC 7556 de galaxie à faible brillance de surface (LSB en anglais pour low surface brightness). Les galaxies LSB sont des galaxies diffuses (D) avec une brillance de surface inférieure de moins d'une magnitude à celle du ciel nocturne ambiant.